# 新河峽大橋
新河峽大橋位于美国西弗吉尼亚州费耶特维尔附近，横跨卡诺瓦河的支流新河，是一座铁质拱桥。桥体长924米，跨径518米，桥面高出峡谷267米，在1977年桥梁建成时，它是世界上桥面高度最高的行车桥（若计人行桥，仅次于皇家峡谷大桥）。直到2001年中国六广河大桥建成前，一直保持着此项记录。目前，世界上桥面高度最高的桥梁是中国的怒江大橋（川藏鐵路）。

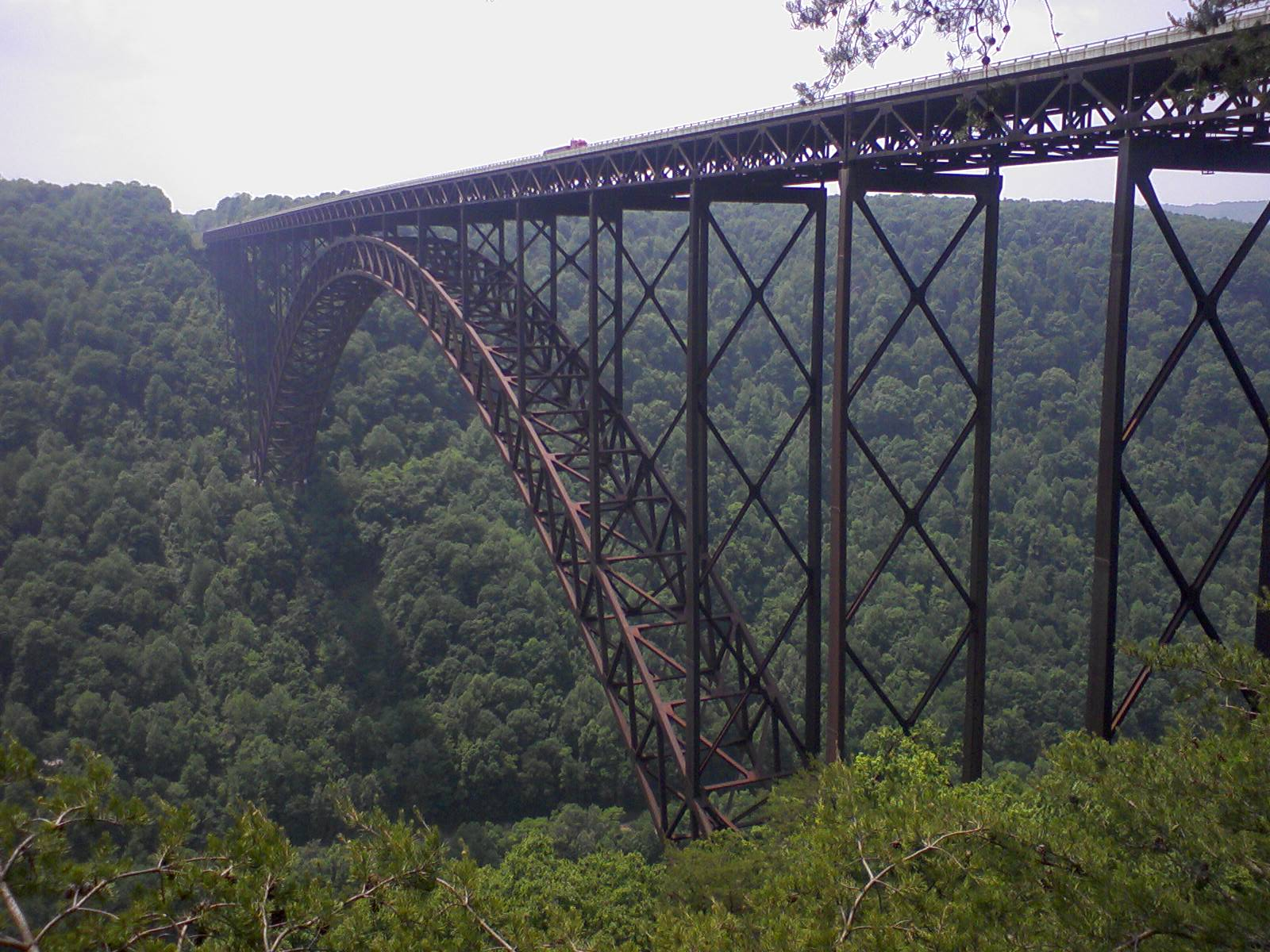
眺望新河峽大橋

## 建设过程
大桥于1974年6月开始建设，1977年10月22日竣工，共花费370万美元。

## 纪念活动
为了纪念1977年大桥的竣工，每年十月的第三个星期六是费耶特维尔的筑桥纪念日。在这一天，大桥的所有四个车道将全部封闭，并对行人开放，同时准许人们在大桥上进行低空跳伞。

## 图集

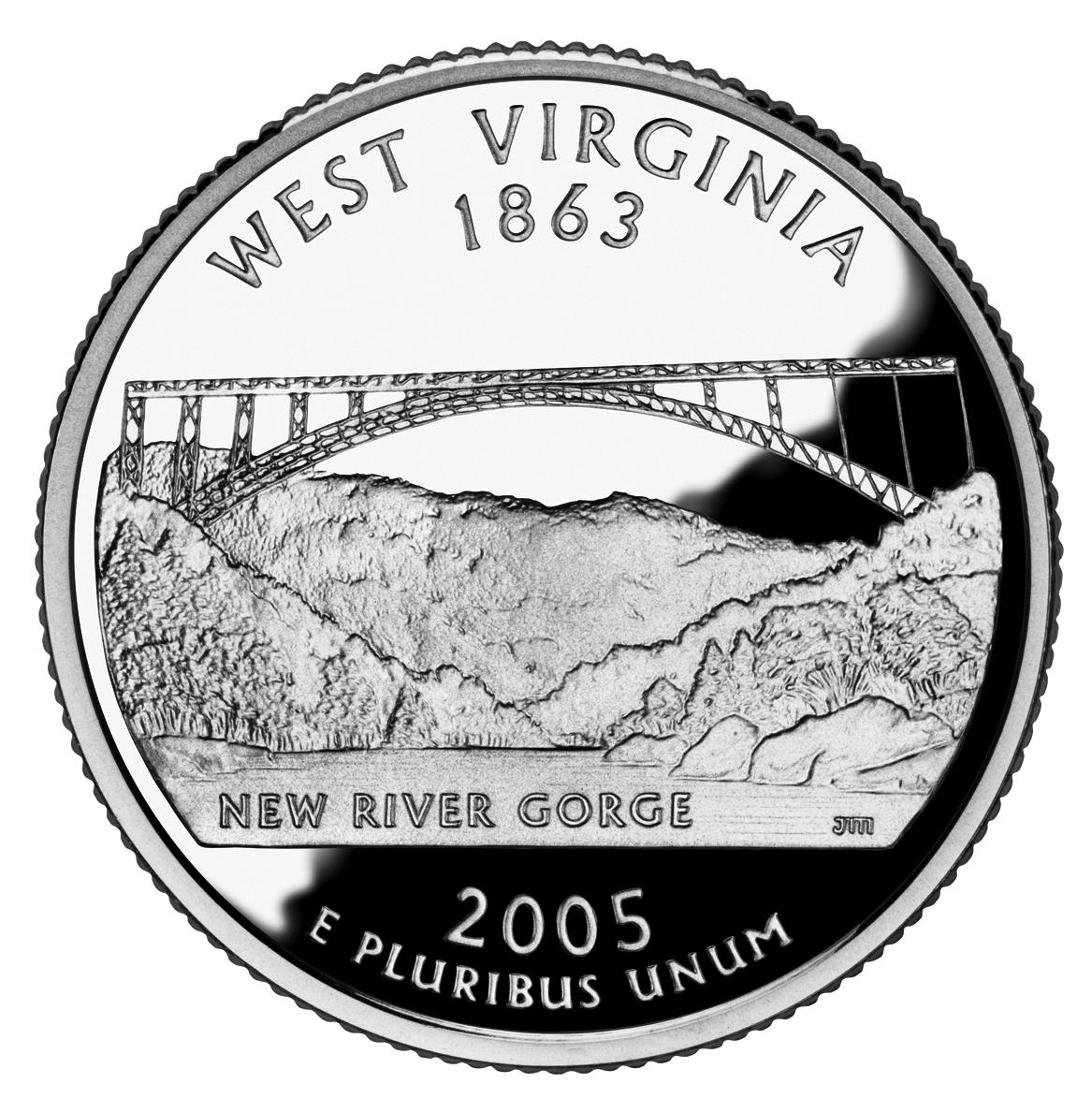
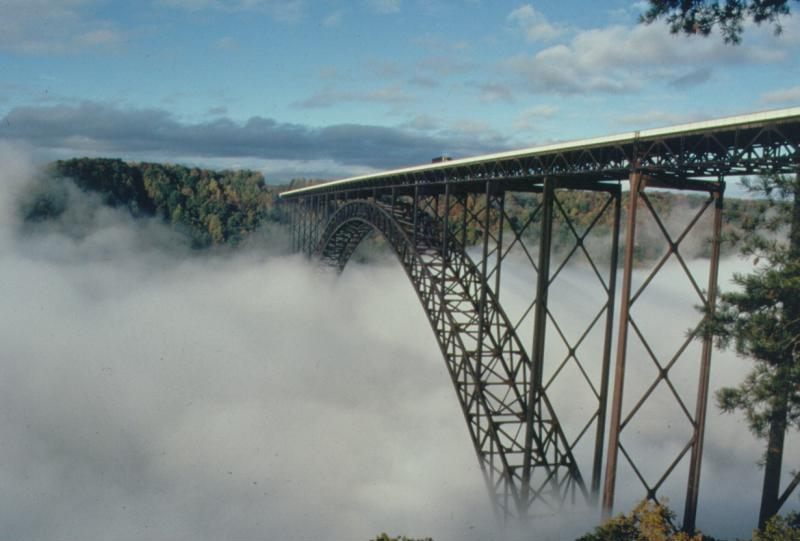
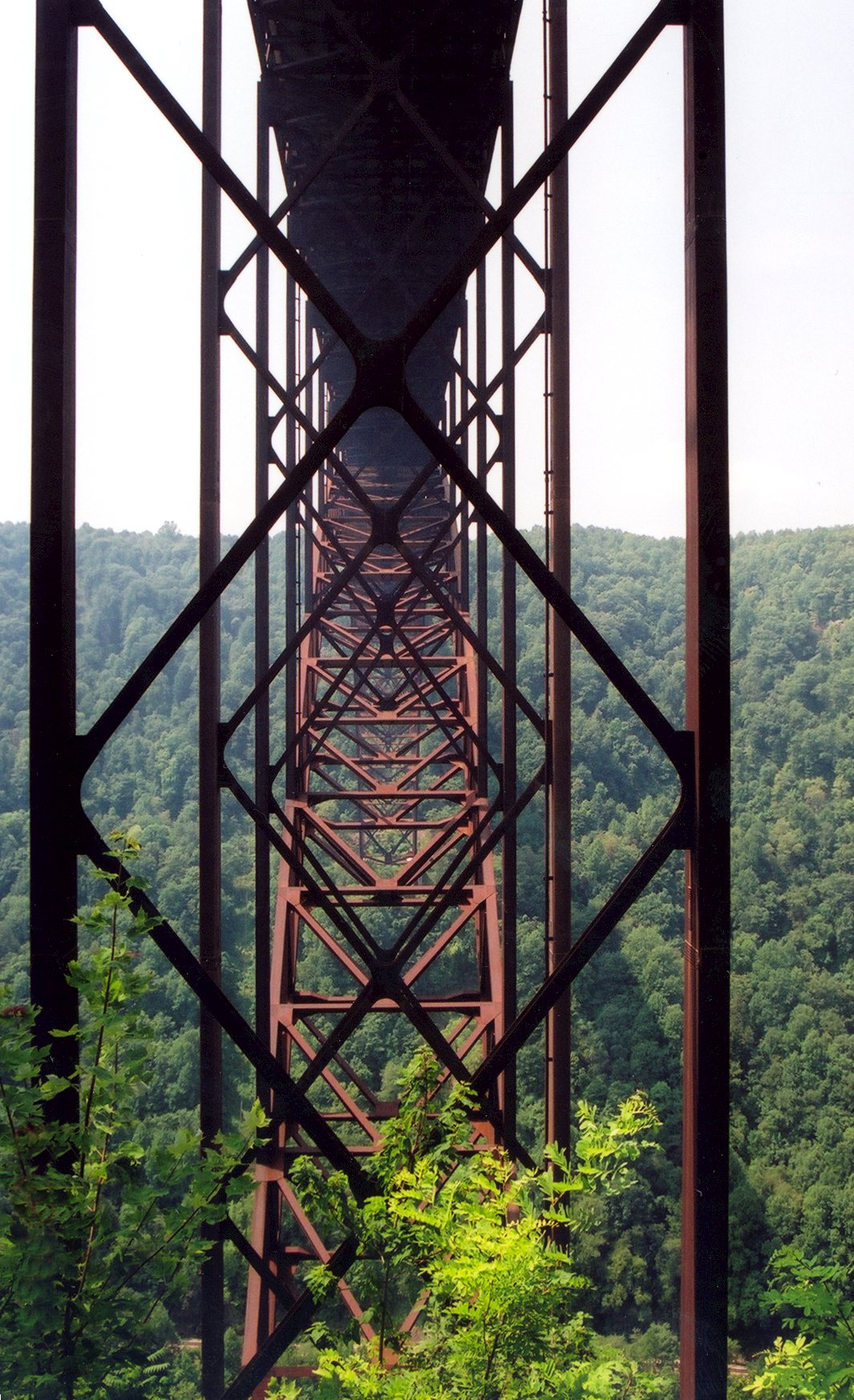
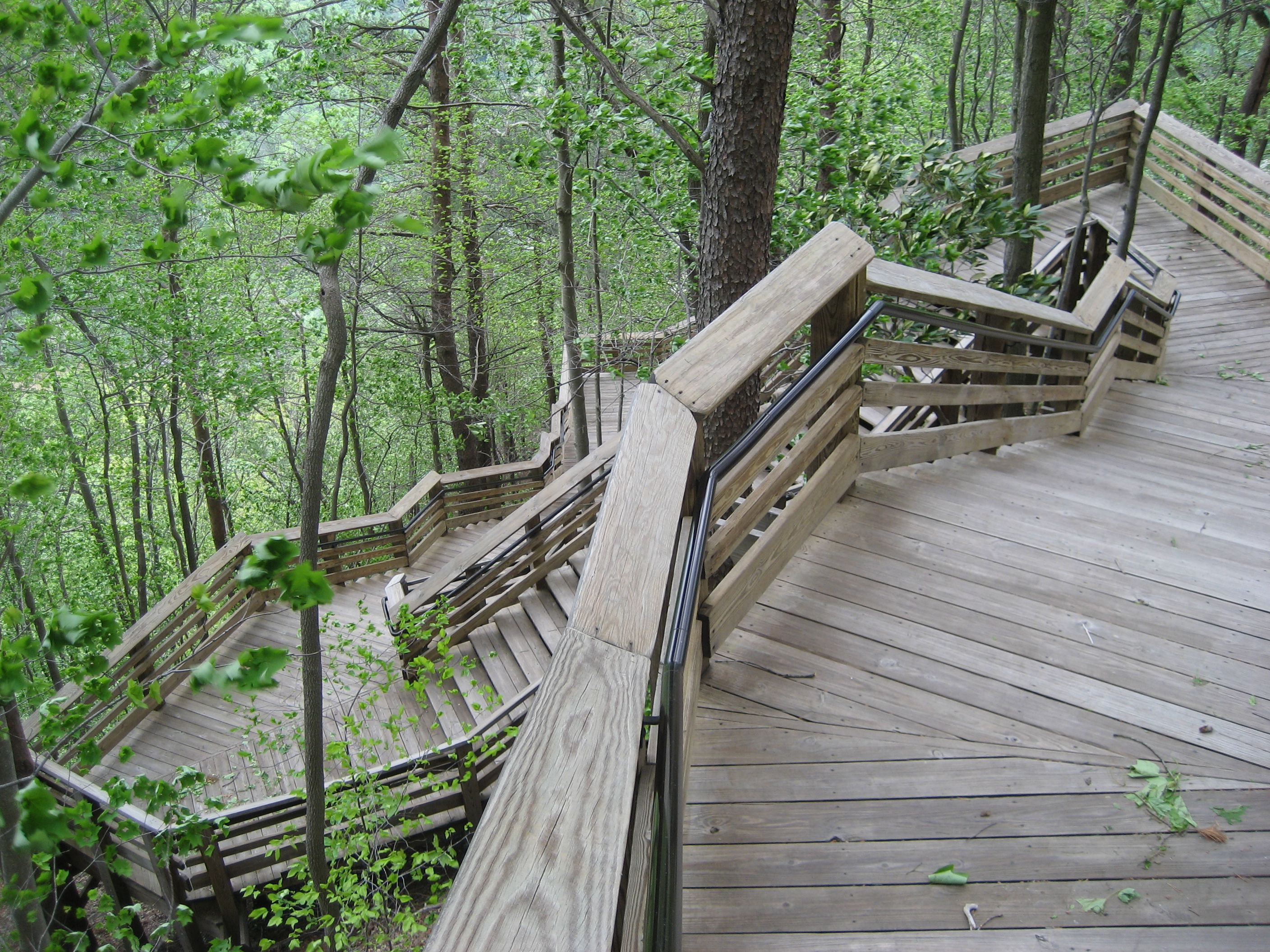
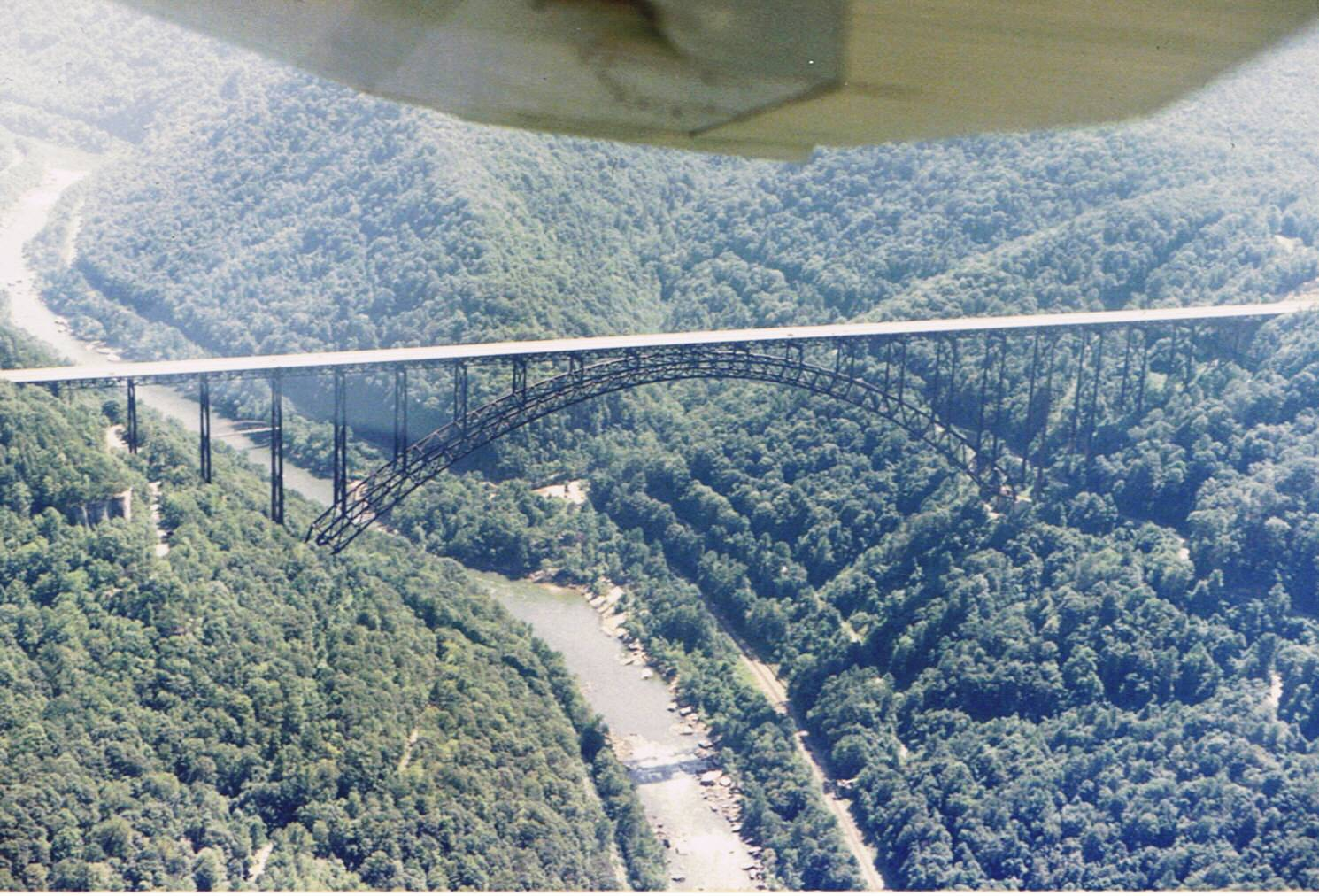

## 關連項目
- 美国50州25美分纪念币

## 外部連結
- Bridge Day （页面存档备份，存于） (official site) （英文）
- New River Gorge Bridge （页面存档备份，存于） at Bridges & Tunnels （英文）